# Kurt Tautz
Kurt Tautz (* 10. Februar 1878 in Berlin; † 24. November 1965 in Göttingen) war ein deutscher Bibliothekar.

## Wirken
Nach seiner Reifeprüfung am Gymnasium zum Grauen Kloster in Berlin studierte Kurt Tautz Medizin an den Universitäten Berlin, Greifswald und Leipzig. Nach dem Staatsexamen 1902 promovierte er im gleichen Jahr an der Universität Leipzig. Nach kurzer Tätigkeit als wissenschaftlicher Hilfsarbeiter im „Deutschen Bureau der Internationalen Bibliographie der Naturwissenschaften“ trat er – zunächst als Volontär – an der Preußischen Staatsbibliothek in den wissenschaftlichen Bibliotheksdienst ein und war dann dort als Fachreferent für Medizin bis zu seinem Eintritt in den Ruhestand 1945 tätig. Während des Ersten Weltkriegs leistete er Kriegsdienst. 
Tautz beschäftigte sich außerdem intensiv mit der Geschichte der Preußischen Staatsbibliothek und veröffentlichte einige Reiseberichte über das Bibliothekswesen in Asien.

## Schriften
- Über Gaumensegellähmung. Georgi, Leipzig 1902 (Dissertation Universität Berlin).
- Zur Einführung der Buchdruckerkunst in Rußland. In: Zentralblatt für Bibliothekswesen, Bd. 31 (1914), S. 113–125.
- Bilder aus dem Kriegsgefangenenlager in Stargard in Pommern. Berlin 1920.
- Die ersten Revisionen der Churfürstlichen Bibliothek zu Cölln an der Spree. In: Zentralblatt für Bibliothekswesen, Bd. 40 (1923), S. 57–62.
- Die Räume der Churfürstlichen Bibliothek zu Cölln an der Spree. Hopfer, Burg bei Magdeburg 1924.
- Die Bibliothekare der Churfürstlichen Bibliothek zu Cölln an der Spree. Ein Beitrag zur Geschichte der Preussischen Staatsbibliothek im siebzehnten Jahrhundert (= Zentralblatt für Bibliothekswesen, Beihefte, Bd. 53). Harrassowitz, Leipzig 1925.
- Von indischen Bibliotheken. Ein Bericht über ihren Besuch auf e. Reise in Süd-Indien u. Ceylon. Berlin 1932.
- Verzeichnis des Schrifttums über Georg Friedrich Händel. In: Händel-Jahrbuch, Bd. 6 (1933), S. 1–153.
- Von einigen Bibliotheken Vorder-Indiens und Ceylons. Ein Reisebericht. In: Zentralblatt für Bibliothekswesen, Bd. 51 (1934), S. 29–47.
- Buch und Bibliothek in Japan. Reiseeindrücke. Harrassowitz, Leipzig 1941.
- Eduard Reyer. Ein Blatt des Gedenkens zu seinem 100. Geburtstage. In: Zentralblatt für Bibliothekswesen, Bd. 64 (1950), S. 87–91.
- Die Preussische Staatsbibliothek in Hirschberg im Riesengebirge zur Zeit des zweiten großen Krieges 1944–1945. Blätter der Erinnerung für die Mitglieder der Dienststelle Hirschberg. Junge Welt i. Komm., Opladen 1950.
- Ernst Kuhnert. In: Nachrichten für wissenschaftliche Bibliotheken, Jg. 6 (1953), S. 125–130.
- Begegnungen mit Zulu. In: Werner Lang (Hrsg.): Von fremden Völkern und Kulturen. Beiträge zur Völkerkunde. Hans Plischke zum 65. Geburtstage. Droste-Verlag, Düsseldorf 1955, S. 195–210.
- Die Turnbull Library in Wellington. Ein Spiegel des pazifischen Raumes. In: Kurt Ohly (Hrsg.): Aus der Welt des Bibliothekars. Festschrift für Rudolf Juchhoff zum 65. Geburtstag. Greven, Köln 1961, S. 263–270.